# Ozorków
Ozorków là một thị trấn thuộc hạt Zgierz, tỉnh Łódź, miền trung Ba Lan, nằm trên sông Bzura. Từ năm 1975-1998, thị trấn nằm trong tỉnh Łódź Metro, kể từ năm 1999 đến nay, nó thuộc quyền quản lý của tỉnh Łódź. Thị trấn có diện tích 15,47 km. Tính từ ngày 31 tháng 12 năm 2016, dân số của thị trấn là 19.809 người với mật độ 1.300 người/km.

## Lịch sử
Thị trấn Ozorków xuất phát từ một ngôi làng nhỏ với những khu rừng và đầm lầy bao quanh rất khó để tiếp cận, được thành lập vào năm 1415 bởi dòng họ Szczawiński. Năm 1807, chủ sở hữu của Ozorków là Ignacy Starzyński muốn mở rộng hoạt động kinh doanh dệt may của mình, ông đã đưa khoảng 19 thợ buôn vải từ Saxony đến làng. Năm 1815, số lượng cư dân của Ozorków đã tăng lên 117 người.
Vào năm 1816, ngôi làng được trao đặc quyền thị trấn theo luật Magdeburg và trở thành thủ phủ của hạt Ozorków. Ozorków là khu định cư đầu tiên gần sông Bzura có ngành công nghiệp bông và len rất phát triển và sau đó lan sang cả Zgierz và Łódź, tạo thành trung tâm lớn nhất của ngành dệt. Ozorków cũng là nơi sinh sống của đông đảo cư dân Do Thái và Đức, do đó, một giáo đường Do Thái và một Nhà thờ Tin Lành được xây dựng trong thị trấn, biến thị trấn thành một khu định cư đa văn hóa. Tuy nhiên, sau sự sụp đổ của cuộc nổi dậy tháng 11, thị trấn bị thiệt hại nghiêm trọng, đồng thời sự dịch chuyển của thị trường bông và len vải sang các khu vực lân cận như Zgierz và Łódź, khiến cho tình hình kinh tế của thị trấn càng trở nên tồi tệ. Năm 1866, dưới sự kiểm soát của Bá tước Feliks Łubieński của Ba Lan, Ozorków trở thành một thị trấn được Đế quốc Nga bảo vệ, do đó cơ hội đầu tư vào thị trấn cũng lớn hơn. Tuy nhiên, trong Chiến tranh thế giới thứ nhất, thị trấn lại chịu nhiều thiệt hại về kinh tế. Mãi đến thời kỳ độc lập, nó mới trở nên hấp dẫn hơn đối với các nhà đầu tư trong nước cũng như nước ngoài.
Năm 1920, Ozorków được xây dựng một tuyến đường sắt kết nối với Łódź và Kutno. Từ năm 1922 - 1928, một đường xe điện được xây dựng giữa Ozorków, Zgierz và Łódź. Trong thời kỳ giữa chiến tranh (1918-1939), hai trường tiểu học công lập và một trung tâm giải trí cũng được xây dựng trong thị trấn.
Trong giai đoạn bị phát xít Đức chiếm đóng có lẽ là thời kỳ bi thảm nhất trong lịch sử của thị trấn. Từ năm 1943 - 1945, thị trấn bị sáp nhập vào Đức Quốc xã và đổi tên thành Brunnstadt. Vụ thảm sát 6.000 người Do Thái và đối xử khắc nghiệt với người dân Ba Lan của Đức làm giảm dân số của thị trấn một cách nghiêm trọng. Giáo đường lịch sử nằm trên đường Wyszyński đã bị quân đội Đức Quốc xã phá hủy hoàn toàn.
Sau năm 1945, chính phủ xã hội chủ nghĩa mới đã mở rộng và hiện đại hóa ngành công nghiệp bông và len trong thị trấn. Trong những năm 1950, sự phát triển của nhà ở và cơ sở hạ tầng đô thị làm cho dân số trong thị trấn gia tăng nhanh chóng. Ngày nay, thị trấn Ozorków đang rất phát triển các ngành nghề dịch vụ, tuy nhiên, nó dần mất đi tính chất công nghiệp trước đây.

## Những nhân vật nổi tiếng xuất thân từ thị trấn
- Samuel Reshevsky, vận động viên môn cờ vua
- Aron Brand, bác sĩ nhi chuyên về tim mạch